# Trofeo Melinda 2014
Il Trofeo Melinda 2014, ventitreesima edizione della corsa e valida come evento dell'UCI Europe Tour 2014 e come campionato nazionale di ciclismo su strada, si svolse il 28 giugno 2014 su un percorso di 220,5 km. Il titolo di campione d'Italia è stato conquistato da Vincenzo Nibali che terminò la gara in 5h40'54", alla media di 38,8 km/h.
Partenza con 124 ciclisti, dei quali 49 portarono a termine la gara.

## Squadre partecipanti
| N.      | Cod. | Squadra                      |
| ------- | ---- | ---------------------------- |
| 1       | OGE  | Orica-GreenEDGE              |
| 2-15    | AND  | Androni Giocattoli-Venezuela |
| 16-22   | AST  | Astana Pro Team              |
| 23-37   | BAR  | Bardiani-CSF                 |
| 38-52   | LAM  | Lampre-Merida                |
| 53-67   | CAN  | Cannondale                   |
| 68-80   | NRI  | Neri Sottoli                 |
| 81-82   | KAT  | Katusha Team                 |
| 83-86   | ALM  | AG2R La Mondiale             |
| 87-88   | OPQ  | Omega Pharma-Quickstep       |
| 89-91   | MOV  | Movistar Team                |
| 92-96   | VFN  | Vini Fantini-Nippo           |
| 97-107  | AZT  | Area Zero Pro Team           |
| 108-113 | IDE  | Team Idea                    |

| N.      | Cod. | Squadra                |
| ------- | ---- | ---------------------- |
| 114-118 | MAE  | Marchiol-Emisfero      |
| 119-122 | MGK  | MG.KVis-Trevigiani     |
| 123-130 | CEF  | Nankang-Fondriest      |
| 131-136 | VHS  | Vega-Hotsand           |
| 137     | SKY  | Team Sky               |
| 138-139 | TCS  | Tinkoff-Saxo           |
| 140     | TNE  | Team NetApp-Endura     |
| 141     | UHC  | UnitedHealthcare       |
| 142     | BMC  | BMC Racing Team        |
| 143     | AMO  | Amore & Vita-Selle SMP |
| 146     | CJR  | Caja Rural-Seguros RGA |
| 147-149 | TFR  | Trek Factory Racing    |
| 150-152 | MKT  | Meridiana-Kamen Team   |
| 153     | MTN  | MTN-Qhubeka            |

## Ordine d'arrivo (Top 10)
| Pos. | Corridore          | Squadra       | Tempo    |
| ---- | ------------------ | ------------- | -------- |
| 1    | Vincenzo Nibali    | Astana        | 5h40'54" |
| 2    | Davide Formolo     | Cannondale    | s.t.     |
| 3    | Matteo Rabottini   | Neri Sottoli  | a 6"     |
| 4    | Giovanni Visconti  | Movistar Team | a 7"     |
| 5    | Damiano Caruso     | Cannondale    | a 12"    |
| 6    | Daniel Oss         | BMC Racing    | s.t.     |
| 7    | Domenico Pozzovivo | AG2R La Mon.  | a 23"    |
| 8    | Salvatore Puccio   | Team Sky      | a 25"    |
| 9    | Mauro Finetto      | Neri Sottoli  | a 29"    |
| 10   | Ivan Santaromita   | Orica-GreenE. | a 41"    |